# Challenge Gan
Il Challenge Gan era una competizione multiprova maschile di ciclismo su strada organizzata dal 1973 al 1977 in Belgio.
Nella prima edizione fu composta da sole 7 prove, mentre dal 1974 al 1977 fu composta da tutte le prove del calendario professionistico belga (49 nel 1974, 53 nel 1975, 61 nel 1976 e 1977). La classifica era a punti, sulla base dei piazzamenti nelle corse. Le prime tre edizioni furono vinte da Eddy Merckx, le ultime due da Freddy Maertens.

## Albo d'oro
Aggiornato all'edizione 1977.
| Anno | Vincitore       | Secondo            | Terzo                  |
| ---- | --------------- | ------------------ | ---------------------- |
| 1973 | Eddy Merckx     | Frans Verbeeck     | Walter Godefroot       |
| 1974 | Eddy Merckx     | Frans Verbeeck     | Roger De Vlaeminck     |
| 1975 | Eddy Merckx     | Freddy Maertens    | Frans Verbeeck         |
| 1976 | Freddy Maertens | Frans Verbeeck     | Roger De Vlaeminck     |
| 1977 | Freddy Maertens | Roger De Vlaeminck | Jean-Luc Vandenbroucke |